# Carlo Barbieri (restauratore)
Carlo Barbieri (Cavezzo, 1940 – Modena, 2020) è stato un restauratore italiano.

## Biografia
Nato a Motta di Cavezzo, studiò prima a Modena e poi, a ventun anni, a Milano, dove perfezionò gli studi sull'arte del restauro con Ottemi Della Rotta . Si perfezionò, in particolare, nello strappo degli affreschi, compiendo interventi nelle chiese del Piemonte e della Lombardia. A trent'anni tornò a Modena, dove aprì un centro di restauro e cominciò a ricevere incarichi da Sovrintendenze per restauro di Beni artistici e storici, sia pubblici che privati. Tra i suoi interventi quello al Chiostro del Platano all'Archivio di Stato a Napoli, o quello alla Cappella Bellincini in Duomo a Modena. Sviluppò in contemporanea l'attività di pittore contemporaneo; amava ricordare di aver conosciuto Gorky alla Biennale di Venezia del 1962. Il 6 marzo 2012 donò al sindaco di Cavezzo una tela da lui realizzata nel 2010; poco dopo il comune creò il "Fondo Carlo Barbieri", con le otto opere da lui ricevute nel corso degli anni. Il restauratore è scomparso a Baggiovara, frazione di Modena, nel 2020.
Gli eredi hanno donato il suo archivio all'Associazione Giovanni Secco Suardo di Lurano (BG).